# Pajaral
Pajaral è un sito archeologico costruito in origine dalla civiltà Maya. È situato a sud del fiume San Pedro Martir nel dipartimento di Petén in Guatemala. Il nome El Pajaral venne dato dall'archeologo Ian Graham, che scoprì il sito negli anni 70, e si riferisce ai numerosi uccelli che incontrò nella zona.
Pajaral, assieme all'antica città di Zapote Bobal, è recentemente diventata il punto focale di un progetto archeologico, il Proyecto Peten Noroccidente (PNO). Le operazioni nella zona sono dirette da James Fitzsimmons e Laura Gamez. David Stuart ha collegato il sito di Zapote Bobal con un nome menzionato diverse volte nelle iscrizioni di siti come Piedras Negras e Yaxchilán, il nome Hix Witz.
L'architettura di Pajaral è caratterizzata da templi tumuli di altezza che va dagli 8 ai 20 metri. Alcuni di questi sono costruiti sopra a delle collinette naturali. Per esempio, la piazza del sito venne costruita su una collina modificata lunga 300 metri e alta 30. Anche se la mappatura del sito non è completa, sembra che l'insediamento fosse abbastanza disperso. Zapote Bobal, la capitale della regione, era più centralizzata e possedeva un palazzo reale. In base alle iscrizioni e all'iconografia del sito, incentrata sul giaguaro, gli studiosi suggeriscono che la varia architettura fu alla base del nome Hix Witz e che Pajaral, non Zapote Bobal, fosse la capitale originale della regione. Le costruzioni di Zapote Bobal fiorirono in maniera molto maggiore a partire dal 600 e la città prese il posto di Pajaral come potenza regionale, assumendo il nome Hix Witz per diritto.